# Route 66 State Park

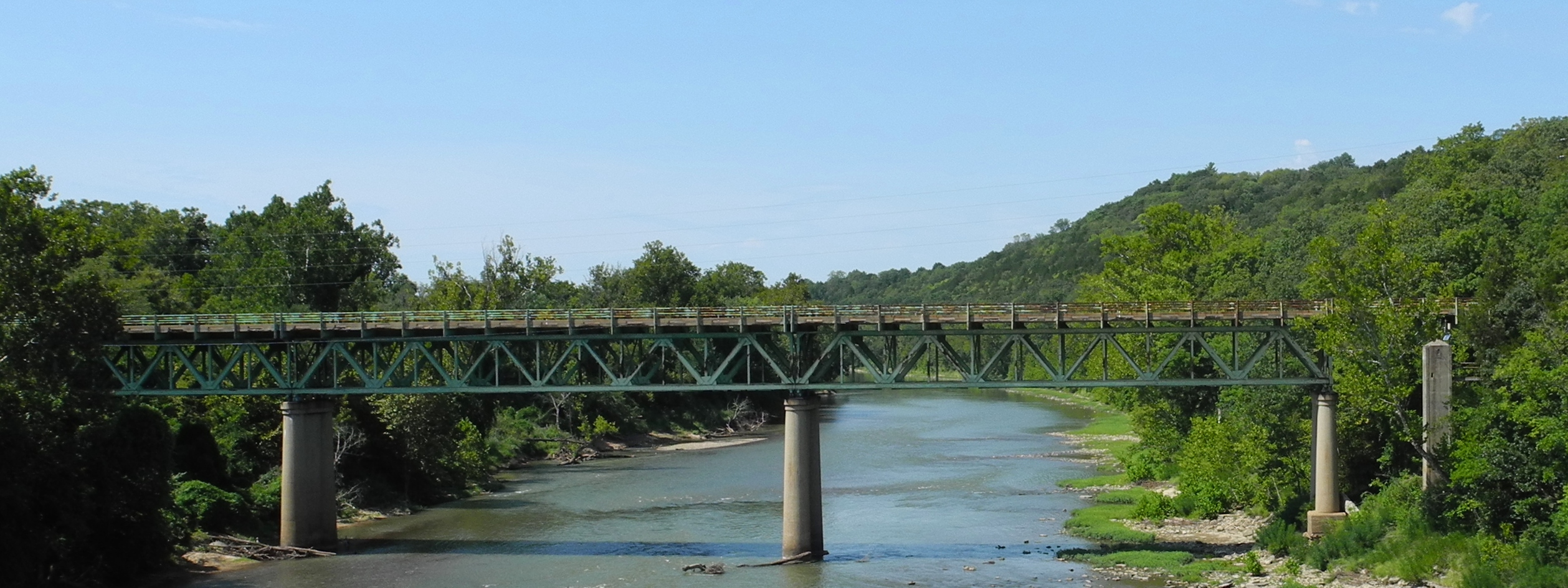
Le pont sur la rivière Meramec près du parc

Le Route 66 State Park est un parc de l'état du Missouri aux États-Unis.
Il est situé sur le site de la ville fantôme de Times Beach (en), à environ 2 km à l'est de la ville d'Eureka. Il s'étend sur 170 ha.
La ville fantôme de Times Beach a été démantelée et décontaminée à la suite de la découverte de dioxine dans les années 1980. L'ancien pont par lequel passait la U.S. Route 66 a été fermé pour des raisons de sécurité,.
Plus de 40 espèces d'oiseaux ont été identifiées dans le parc.

## Sources
- (en) Cet article est partiellement ou en totalité issu de l’article de Wikipédia en anglais intitulé « Route 66 State Park » (voir la liste des auteurs).